# Eduard Zeman
Eduard Zeman (11. dubna 1948 Most – 25. června 2017 Praha) byl český politik a pedagog, v letech 1998 až 2002 ministr školství, mládeže a tělovýchovy ČR v Zemanově vládě, v letech 1992 až 2006 nejprve poslanec České národní rady a později Poslanecké sněmovny PČR za ČSSD, po roce 2009 člen SPOZ / SPO, v letech 2014 až 2016 školský ombudsman na MŠMT ČR.

## Život
Narodil se v Mostě 11. dubna 1948. Vystudoval Pedagogickou fakultu dnešní Jihočeské univerzity v Českých Budějovicích, poté působil jako učitel na základní škole a na gymnáziu. Aby mohl vystudovat, byl v letech 1966 až 1970 členem Komunistické strany Československa. Do roku 1992 působil jako učitel, po roce 1989 navíc zastával post krajského mluvčího učitelů v Jihočeském kraji. Byl prezidentem Jihočeské pedagogické unie, Republikové rady APZŠ a člen školské komise ÚVV ČSSD. Byl přitom i jedním z aktivistů Jazzové sekce.
V roce 1989 se angažoval v Občanském fóru, od roku 1990 byl členem České strany sociálně demokratické (ČSSD). Ve volbách v roce 1992 byl zvolen do České národní rady za ČSSD (volební obvod Jihočeský kraj). Od vzniku samostatné České republiky v lednu 1993 byla ČNR transformována na Poslaneckou sněmovnu Parlamentu České republiky. Zde mandát obhájil ve volbách v roce 1996, volbách v roce 1998 a volbách v roce 2002. V letech 1992–1998 a znovu 2002–2006 byl členem sněmovního výboru pro vědu, vzdělání, kulturu, mládež a tělovýchovu (v letech 1996–1998 a 2002–2006 jako jeho místopředseda). Kromě toho byl v letech 1996–1998 členem organizačního výboru.
Od 22. července 1998 do 15. července 2002 byl ministrem školství, mládeže a tělovýchovy ve vládě Miloše Zemana. Jako jeden z mála ministrů školství vedl úřad po celé čtyřleté období, stejně jako jeho nástupkyně, kterou se stala Petra Buzková. Během svého působení v této funkci na sebe upozornil například návrhem na zrušení víceletých gymnázií. Zabýval se intenzivně nízkými platy ve školství, nedostatkem investičních peněz, systémovými změnami v souvislosti s reformou veřejné správy či novým školským zákonem. Realizoval také akci Internet do škol.
V roce 2006 neúspěšně kandidoval do Senátu za senátní obvod č. 14 – České Budějovice jako kandidát ČSSD. Získal jen 13 % hlasů a nepostoupil do 2. kola. V roce 2009 ze strany odešel a následně přestoupil do nově ustavené Strany Práv Občanů ZEMANOVCI (SPOZ), kterou spoluzakládal. Do jejího ustavujícího sjezdu byl členem a mluvčím přípravného výboru SPOZ. Ve straně pak působil jako koordinátor jejích odborných komisí. Ve volbách do senátu roku 2010 za SPOZ Zeman neúspěšně kandidoval do senátu v obvodu č. 52 – Jihlava. Se ziskem 1,97 % hlasů obsadil poslední 8. místo.
K roku 2010 byl uváděn jako poradce společnosti ONKOCET EUROPE o.p.s., předseda občanského sdružení Přátelé Miloše Zemana, působil i ve firmě Intertrade podnikatele Jana Jezbery, o něhož se zajímaly bezpečnostní složky. Byl vydatným podporovatelem prezidentské kandidatury Miloše Zemana.
Od 15. září 2014 působil jako historicky první školský ombudsman na Ministerstvu školství, mládeže a tělovýchovy. V této funkci skončil v roce 2016, kdy ho vystřídal Slávek Hrzal.
Zemřel ve svých 69 letech dne 25. června 2017 po půlročním boji s rakovinou.

## Ocenění
Eduard Zeman byl laureátem mimořádné Ceny PŘÍSTAV, kterou mu v roce 2008 udělila Česká rada dětí a mládeže.